# Bird and Diz
Bird and Diz е студиен албум, в който си сътрудничат джаз саксофонистът Чарли Паркър и тромпетистът Дизи Гилеспи. Основната му част е записана на 6 юни 1950 г. в Ню Йорк. Две от песните от първия му вариант, Passport и Visa, са записани от Паркър, в отстъствието на Гилеспи и с различен състав, през март и май 1949 година. Албумът е издаден за първи път от Клеф Рекърдс, дъщерна фирма на Върв, през 1952 г., а форматът му е 10 инча.
Продуцент е Норман Гранц, който по това време е изградено име в събирането на големи ансамбли, и албумът се състои от композиции, изпълнени със стандартните за бибопа инструментации на саксофон, тромпет, пиано, контрабас и барабани. През 1952 г. излиза ревю в Даун Бийт, даващо четири звезди на Bird and Diz, в което колумнистът на това списание описва приноса на Гранц за звученето на албума по следния начин: „Макар боп да не е споменат от Норман Гранц в бележките му, ние му дължим един залп за припомнянето му, с помощта на тази дългосвиреща плоча, че тази музика все още е много жива.“ Това е последният студиен запис, в който сътрудничат Паркър и Гилеспи, и оттогава е издаван няколко пъти от Върв и Полиграм Рекърдс.

## Списък на композиициите
Вмъкнати в оригинала, „Паспорт“ и „Виза“ не са включени в преизданието, защото не са записани в сесията от 1950 „Бърд и Диз“.

### Първа страна
| Композиция | Записано | Номер на композиция | Име на композиция  | Композитори                           | Времетране |
| 1.         | 6/6/50   | C 410 – 4           | Bloomdido          | Charlie Parker                        | 3:25       |
| 2.         | 6/6/50   | C 413 – 2           | My Melancholy Baby | Ernie M. Burnett and George A. Norton | 3:24       |
| 3.         | 6/6/50   | C 415 – 4           | Relaxin' with Lee  | Charlie Parker                        | 2:47       |
| 4.         | 5/5/49   | C 295 – 2           | Passport           | Charlie Parker                        | 3:00       |

|  | Тази страница частично или изцяло представлява превод на страницата Bird and Diz в Уикипедия на английски. Оригиналният текст, както и този превод, са защитени от Лиценза „Криейтив Комънс – Признание – Споделяне на споделеното“, а за съдържание, създадено преди юни 2009 година – от Лиценза за свободна документация на ГНУ. Прегледайте историята на редакциите на оригиналната страница, както и на преводната страница, за да видите списъка на съавторите. ВАЖНО: Този шаблон се отнася единствено до авторските права върху съдържанието на статията. Добавянето му не отменя изискването да се посочват конкретни източници на твърденията, които да бъдат благонадеждни. |